# Resolutie 66 Veiligheidsraad Verenigde Naties
Resolutie 66 van de Veiligheidsraad van de Verenigde Naties was de laatste om de Veiligheidsraad te passeren in 1948, het derde werkjaar van de Raad. De resolutie vond ingang met acht stemmen voor en geen tegenstemmen. Oekraïne, de Sovjet-Unie en de Verenigde Staten onthielden zich. De Veiligheidsraad vroeg opnieuw een wapenstilstand in Palestina.

## Achtergrond
In resolutie 61 probeerde de Veiligheidsraad Israël en de Palestijnen aan te zetten hun conflict vreedzaam op te lossen. Een comité werd opgericht om daarbij te helpen en om in geval van mislukking verdere acties voor te stellen aan de Raad.

## Inhoud
De Veiligheidsraad:
- Heeft het rapport van de waarnemend VN-bemiddelaar Ralph Bunche beschouwd over de vijandelijkheden die op 22 december waren uitgebroken in het zuiden van Palestina.
- Roept alle betrokken overheden op:

1. Een onmiddellijk staakt-het-vuren uit te vaardigen.
2. Onmiddellijk resolutie 61 en de instructies van de waarnemend bemiddelaar uit te voeren.
3. De VN-waarnemers toe te laten op het bestand toe te zien en hen hierbij bij te staan.

- Draagt het Comité opgericht met resolutie 61 op om op 7 januari 1949 te vergaderen in Lake Success in de Amerikaanse staat New York om de situatie te overzien en te rapporteren in hoeverre de betrokken partijen de resoluties 61 en 62 naleven.
- Vraagt Cuba en Noorwegen om vanaf 1 januari België en Colombia in dit comité te vervangen.
- Hoopt dat de door de Algemene Vergadering opgerichte Verzoeningscommissie zo snel mogelijk gevormd kan worden.

## Verwante resoluties
- Resolutie 61 Veiligheidsraad Verenigde Naties over een permanente wapenstilstand.
- Resolutie 72 Veiligheidsraad Verenigde Naties eerde het werk van het VN-personeel in Palestina.
- Resolutie 73 Veiligheidsraad Verenigde Naties verwelkomde de wapenstilstand en hoopte op een definitieve overeenkomst.
- Resolutie 89 Veiligheidsraad Verenigde Naties over het begin van het Palestijnse vluchtelingenprobleem.

Lijst ·  38 ·  39 ·  40 ·  41 ·  42 ·  43 ·  44 ·  45 ·  46 ·  47 ·  48 ·  49 ·  50 ·  51 ·  52 ·  53 ·  54 ·  55 ·  56 ·  57 ·  58 ·  59 ·  60 ·  61 ·  62 ·  63 ·  64 ·  65 ·  66